# Loris de Borneo
El loris de Borneo (Nycticebus menagensis) és un primat estrepsirrí de la família dels lorísids.

## Taxonomia i filogènia
El loris de Borneo fou descrit per primer cop, basant-se en els espècimens recollits per Frank S. Bourns i Dean C. Worcester durant l'expedició científica Menage a les Filipines i Borneo, a principis de la dècada de 1890. La col·lecció original es recollí entre el 5 d'octubre i el 5 de novembre de 1891 a Tataan, a l'illa de Tawi-Tawi, a les Filipines. Els espècimens foren entregats a Henry F. Nachtrieb, President l'Acadèmia de Ciències de Minnesota i del Departament de Zoologia de la Universitat de Minnesota. Nachtrieb fou el primer a fer servir el terme menagensis el 1892, basant-se en la descripció de les espècies que li envià Dean Worcester el 1891. L'informe de progrés de Worcester inclou una descripció de la mostra i una explicació de com l'havia obtingut: 
"I now come to the curious mammal of which I enclose description. Shortly before we left for Tawi Tawi the Jesuit priest here, Padre Marche, informed us that just before our arrival he had made a trip to Tawi Tawi; had bought of the Moros there a curious animal. He said it has the face of a bear, the hands of a monkey, moved like a sloth; was called "cocam" by the natives … I believe nothing of this kind has been found in the Philippines before; it makes an important addition to the rather meager list of Philippine mammals. It is evidently one of the Lemuridae, but as generic characteristics are not given in the book I have, I cannot go farther."

(en català, "Ara vaig al curiós mamífer del qual li adjunto la descripció. Poc abans de sortir cap a Tawi Tawi, el sacerdot jesuïta d'aquí, el Pare Marche, ens informà que just abans de la nostra arribada, havia fet un viatge de Tawi Tawi i havia comprat als moros d'allà un animal curiós. Va dir que té la cara d'un os, les mans d'un mico, es movia com un peresós i que els nadius l'anomenaven "cocam" … No crec que s'hagi trobat abans res d'aquesta mena a les Filipines i representa una important addició a l'escassa llista de mamífers de les Filipines. Evidentment és un lemúrid, encara que, com les característiques genèriques no es donen en el llibre que tinc, no puc anar més lluny.")
Nachtrieb no li assignà un nom de gènere, assenyalant que era «un lemúrid no descrit». L'any següent, el naturalista anglès Richard Lydekker publicà el nom combinat de Lemur menagensis in the Zoological Record. Això convertir a Lydekker en l'autoritat del nom de l'espècie menagensis, donat que fou el primer a fer servir el nom específica combinat amb el nom del gènere, malgrat que posteriors autors acreditessin altres treballs.
En la seva influent obra del 1952 Primates: Comparative Anatomy and Taxonomy, el primatòleg William Charles Osman Hill situà els loris lents en una única espècie, N. coucang. No obstant això, el 1971, Colin Groves reconegué al loris Pigmeu (N. pygmaeus) com una espècie separada i dividí el N. coucang en 4 subespècies, inclòs el Nycticebus coucang menagensis. El loris de Borneo fou elevat a la categoria d'espècie (com Nycticebus menagensis) el 2006, quan les anàlisis moleculars de seqüències d'ADN del D-loop i el citocrom b demostraren ser genèticament diferents dels del N. coucang. L'evidència genètica es corroborà tant en un estudi morfològic previ del 1998 (basat en les mesures craniodentals), que mostrava diferències entre les subespècies que eren suficients com per fer una separació a nivell d'espècie, com en un estudi posterior del 2010 de les marques facials.

## Descripció física
El pes corporal del loris de Borneo oscil·la generalment entre 265 i 300 grams, encara que s'han registrat pesos de fins a 700 grams, fet que el converteix en un dels loris lents més petits. Se'l pot distingir de les altres espècies pel color del seu pelatge, que varia entre el daurat pàl·lid al vermell, les marques clares al seu cap i la manca d'un segon incisiu superior. La mida del seu crani varia entre 5,4 i 5,6 centímetres, una mida aproximadament intermèdia entre la del loris pigmeu, més petit i la del loris lent, més gran. El loris de Borneo sempre presenta taques que envolten l'ull, que acaben just per sota.
Com altres espècies del seu gènere, la seva cua és vestigial i té un cap arrodonit i unes orelles petites. Té un rinari (una superfície sense pèl i humida que cobreix els narius) i un rostre ample i pla amb ulls grans. Té el segon dit de les mans més curt que els altres i el dit gros del peu està enfrontat als altres, el qual li atorga una gran capacitat de subjecció. El segon dit del peu té una mena d'urpa punxeguda, que fa servir per gratar i netejar-se, mentre els altres dits dels peus tenen ungles rectes. També té una petita glàndula, anomenada glàndula braquial, al costat ventral del seu colze, la qual secreta una toxina transparent i oliosa, que és picant i que utilitza defensivament barrejant-la amb la saliva a la pinta dental.

## Distribució
La distribució del loris de Borneo se centra a l'illa de Borneo, on viu a Brunei, Kalimantan (la part indonèsia de l'illa) i a Sabah i Sarawak (la part malàisia de l'illa). L'espècie també viu a les illes indonèsies de Bangka i Belitung, al sud-oest de Borneo, a l'arxipèlag de Sulu del sud de les Filipines, i a l'illa de Banggi, de Sabah. A l'arxipèlag de Sulu, viu al grup de Tawi-Tawi Group, a l'oest de l'arxipèlag, que inclou les illes de Tawi-Tawi, Bongao, Sanga-Sanga, Simunul i possiblement altres illes petites. No viu a l'illa de Jolo, més cap a l'est i encara que s'ha registrar a Mindanao, una illa gran del sud de les Filipines, el registre era erroni. L'espècie podria estar extinta en alguns illes filipines, encara que és probable que hi visqui a illes més petites. Donat que l'espècie és tant popular com a mascota, els zoòlegs Guy Graham Musser i Lawrence Heaney suggerí el 1985 que les poblacions de les Filipines podien haver estat introduïdes pels humans.
S'han trobat fòssils d'aquesta espècie de finals del Plistocè a Niah, a Sarawak.

## Hàbitat i ecologia
El loris de Borneo és el menys estudiat dels loris lents d'Indonèisa. En un estudi de camp fet al Parc Nacional de Sabangau, el centre de Kalimantan, només es veieren 12 individus de loris lent en un període de 75 dies. Tots els individus vistos es trobaven als arbres en alçades entre 15 i 20 metres, en solitari, en grups formats per una mare i la seva cria, o en trios d'adults. Els dos trios vistos menjaven fruits de Calophyllum hosei i Syzygium cf. nigricans. En un altre estudi fet a Wehea, a la part est de Kalimantan, només trobaren un individu de loris de Borneo en una àrea de més de 30 km², el qual es trobava a 30 metres d'alçada. Altres estudis confirmen que l'animal és difícil de veure i que té una densitat de població baixa.
L'espècie viu en boscos primaris i secundaris de terres baixes, a jardins i a plantacions, en alçades compreses entre 35 i 100 metres sobre el nivell del mar. Les entrevistes fetes a filipins locals indiquen que se'l veu comunament en arbres cítrics (Kalamanzi) i que tolera diversos hàbitats. És un animal nocturn i gairebé completament arbori. Malgrat que les dades sobre la seva dieta són limitades, basant-se en la mida i la morfologia del crani, se sospita que el loris de Borneo és una de les espècies més insectívores de loris lent. Se l'ha vist menjant goma d'una espècie de la liana sense identificar.

## Conservació
En un informe del 2005 sobre els efectes de la tala d'arbres en la conservació d'espècies salvatges a Indonèsia, els autors afirmen que el loris de Borneo és "comú" arreu de l'illa. No obstant això, com assenyalaren Nekaris i els seus col·legues, aquesta avaluació està basada en les dades d'estudis de camp i espècimens històrics de museus i no pot ser considerada fiable, donat que "la presència de loris no és generalment determinada de primera mà i tampoc no es pot pressuposar que els loris encara visquin a les zones on foren una vegada recollits". L'espècie sembla poc comuna arreu de la seva àrea de distribució, inclosa una limitada presència a les Filipines. Els estudis han demostrat que, comparats amb altres espècies de loris lents, el loris de Borneo és rar i es troba distribuït de manera molt dispersa.
El loris de Borneo es troba dins l'Apèndix I del CITES, el qual impedeix el seu comerç internacional. També està protegit per la legislació indonèsia. L'espècie sovint es confon amb altres espècies de loris lents en els centres de rescat d'animals, ja que no està ben definit a les guies de camp. L'espècie es troba en una sèrie d'àrees protegides arreu de la seva àrea de distribució, inclosos alguns boscos fragmentats. Les amenaces de l'espècie són el comerç local il·legal de mascotes exòtiques i la pèrdua d'hàbitat a causa de la crema de boscos i la seva conversió en plantacions de palma. A més, l'alliberament descontrolat d'algunes mascotes en algunes àrees també n'és una amenaça.
El loris de Borneo és un dels loris lents menys amenaçats, i la seva situació és considerada bona, ja que viu majoritàriament en zones de "baix risc" de Borneo. Aquesta espècie ha estat classificada com a "vulnerable" per la Unió Internacional per a la Conservació de la Natura (UICN), la qual considera que s'ha produït una reducció de la seva població de més del 30%, entre els últims 21 i 24 anys, basant-se en el fet que és caçat pel seu comerç com mascota i en la pèrdua extensiva d'hàbitat. Fent servir les dades combinades d'estudis fets a Danum, Malàisia i a Sabangau, la taxa de trobades resultà de 0,12 individus/kilòmetre.

### Obres citades
- Chen, J.-H.; Pan, D.; Groves, C.; Wang, Y.-X.; Narushima, E.; Fitch-Snyder, H.; Crow, P.; Thanh, V.N. et al. «Molecular phylogeny of Nycticebus inferred from mitochondrial genes». International Journal of Primatology, vol.27, n.4, 2006, pàg. 1187–1200. DOI: doi:10.1007/s10764-006-9032-5. (anglès)
- Duckworth, J. W. «Mammals in Similajau National Park, Sarawak, in 1995». Sarawak Museum Journal, vol.51, 1997, pàg. 171–192. (anglès)
- Fooden, Jack «Eastern limit of distribution of the slow loris, Nycticebus coucang». International Journal of Primatology, vol.12, 1991, pàg. 287-290. DOI: doi:10.1007/BF02547589. (anglès)
- Groves, Colin P. «Systematics of the genus Nycticebus». Proceedings of the Third International Congress of Primatology [Zürich, Switzerland], vol.1, 1971, pàg. 44–53. Arxivat de l'original el 2011-02-28 [Consulta: 28 agost 2011]. Arxivat 2011-02-28 a Wayback Machine. (anglès)
- Groves, Colin P. «Systematics of tarsiers and lorises». Primates, vol.39, n.1, 1998, pàg. 13–27. Arxivat de l'original el 2011-02-28 [Consulta: 28 agost 2011]. Arxivat 2011-02-28 a Wayback Machine. (anglès)
- Groves, Colin P. Primate Taxonomy.  Washington, DC: Smithsonian Institution Press, 2001. ISBN 978-1560988724. (anglès)
- Hagey, Lee R.; Fry, Bryan G.; Fitch-Snyder, Helena. «Talking defensively, a dual use for the brachial gland exudate of slow and pygmy lorises». A: Gursky, S.L.; Nekaris, K.A.I.. Primate Anti-Predator Strategies. Developments in Primatology: Progress and Prospects.  Springer, 2007, pàg. 253–273. DOI doi:10.1007/978-0-387-34810-0. ISBN 978-0-387-34807-0. (anglès)
- Lydekker, R. «Mammalia». Zoological Record, vol.29, 1893, pàg. 55 pp. (anglès)
- Meijaard, Erik; Sheil, Douglas; Nasi, Robert; Augeri, David; Rosenbaum, Barry; Iskandar, Djoko; Setyawati, Titiek; Lammertink, Martjan; Rachmatika, Ike; Wong, Anna; Soehartono, Tonny; Stanley, Scott; O'Brien, Timothy. Life after logging: Reconciling wildlife conservation and production forestry in Indonesian Borneo (PDF).  Jakarta, Indonesia: CIFOR and UNESCO, 2005. ISBN 979-3361-56-5 [Consulta: 23 gener 2011]. (anglès)
- Munds, R. A.; Collins, R.; Nijman, V.; Nekaris, K. A. I. «Abundance estimates of three slow loris taxa in Sumatra (N. coucang), Java (N. javanicus) and Borneo (N. menagensis)» (PDF). Primate Eye. Primate Society of Great Britain, vol.96, 2008, pàg. 902. Arxivat de l'original el 2011-07-23 [Consulta: 23 gener 2011]. (anglès)
- Musser, G. G.; Heaney, L. R. «Philippine Rattus: a new species from the Sulu Archipelago». American Museum Novitates, vol.2818, 1985, pàg. 1–32. (anglès)
- Nachtrieb, Henry F. «A new lemur (Menagensis)». Zoologischer Anzeiger, vol.15, 1892, pàg. 147–148. (anglès)
- Nekaris, K.A.I.; Jaffe, S. «Unexpected diversity of slow lorises (Nycticebus spp.) within the Javan pet trade: implications for slow loris taxonomy» (PDF). Contributions to Zoology, vol.76, 3, 2007, pàg. 187–196. Arxivat de l'original el 2011-01-09 [Consulta: 9 gener 2011]. (anglès)
- Nekaris, K.A.I.; Munds, R. «Chapter 22: Using facial markings to unmask diversity: the slow lorises (Primates: Lorisidae: Nycticebus spp.) of Indonesia». A: Gursky-Doyen, S.; Supriatna, J.. Indonesian Primates.  Nova York: Springer, 2010, pàg. 383–396. DOI doi:10.1007/978-1-4419-1560-3_22. ISBN 978-1-4419-1559-7. (anglès)
- Nekaris, K.A.I.; Nijman, V «CITES Proposal Highlights Rarity of Asian Nocturnal Primates (Lorisidae: Nycticebus)» (PDF). Folia Primatologica, vol.78, 2007, pàg. 211–214. DOI: doi:10.1159/000102316. (anglès)
- Nekaris, K. A. I.; Blackham, G. V.; Nijman, V. «Conservation implications of low encounter rates of five nocturnal primate species (Nycticebus spp.) in Asia». Biodiversity and Conservation, vol.17, n.4, 2008, pàg. 733–747. DOI: doi:10.1007/s10531-007-9308-x. (anglès)
- Nekaris, K.A.I.; Starr, C.R.; Collins, R.L.; Wilson, A.. «Comparative ecology of exudate feeding by lorises (Nycticebus, Loris) and pottos (Perodicticus, Arctocebus)». A: Burrows, A.M.; Nash, L.T.. Evolution of Exudativory in Primates.  Nova York: Springer, 2010, pàg. 155–168. DOI doi:10.1007/978-1-4419-6661-2_8. ISBN 978-1-4419-6660-5(H). (anglès)
- Nor, S. M. «The mammalian fauna on the islands at the northern tip of Sabah, Borneo». Fieldiana Zoology, vol.83, 1996, pàg. 1–51. (anglès)
- Osman Hill, W. C.. Primates: Comparative Anatomy and Taxonomy. Strepsirhini.  Edinburgh, Scotland: Edinburgh University Press, 1952. (anglès)
- Ravosa, M. J. «Cranial allometry and geographic variation in slow lorises (Nycticebus)». American Journal of Primatology, vol.45, n.3, 1998, pàg. 225–243. DOI: doi:10.1002/(SICI)1098-2345(1998)45:3<225::AID-AJP1>3.0.CO;2-Y. PMID: 9651647. (anglès)
- Smith, Andrew T.; Xie, Yan. A Guide to the Mammals of China.  Princeton University Press, 2008. ISBN 978-0691099842. (anglès)
- Timm, Robert M.; Birney, Elmer C. «Mammals collected by the Menage Scientific Expedition to the Philippine Islands and Borneo, 1890–1893». Journal of Mammalogy, vol.61, n.3, 1980, pàg. 566–571. (anglès)
- Timm, Robert M.; Birney, Elmer C. «"Systematic notes on the Philippine slow loris, Nycticebus coucang menagensis (Lydekker, 1893) (Primates: Lorisidae)». International Journal of Primatology, vol.13, n.6, 1992, pàg. 679-6868. DOI: doi:10.1007/BF02551259. (anglès)
- Thorn, J.S.; Nijman, V.; Smith, D.; Nekaris, K.A.I. «Ecological niche modelling as a technique for assessing threats and setting conservation priorities for Asian slow lorises (Primates:Nycticebus)». Diversity and Distributions, vol.15, 2009, pàg. 289–298. DOI: doi:10.1111/j.1472-4642.2008.00535.x. (anglès)
- Tougard, C. «Biogeography and migration routes of large mammal faunas in South-East Asia during the Late Middle Pleistocene: focus on the fossil and extant faunas from Thailand». Palaeogeography, Palaeoclimatology, Palaeoecology, vol.168, 2001, pàg. 337–336. DOI: doi:10.1016/S0031-0182(00)00243-1. (anglès)
- Wells, Konstans; Pfeiffer, Martin; Lakim, Maklarin B.; Linsenmair, K. Eduard «Use of arboreal and terrestrial space by a small mammal community in a tropical rain forest in Borneo, Malaysia». Journal of Biogeography, vol.31, n.4, 2004, pàg. 641-652. DOI: doi:10.1046/j.1365-2699.2003.01032.x. (anglès)
- Worcester, D. C.; Bourns, F. S. «Letters from the Menage Scientific Expedition to the Philippine Islands». Bulletin of the Minnesota Academy of Natural Sciences, vol.4, 1905, pàg. 131–172. (anglès)